# Liebfrauenkirche (Bielefeld-Mitte)

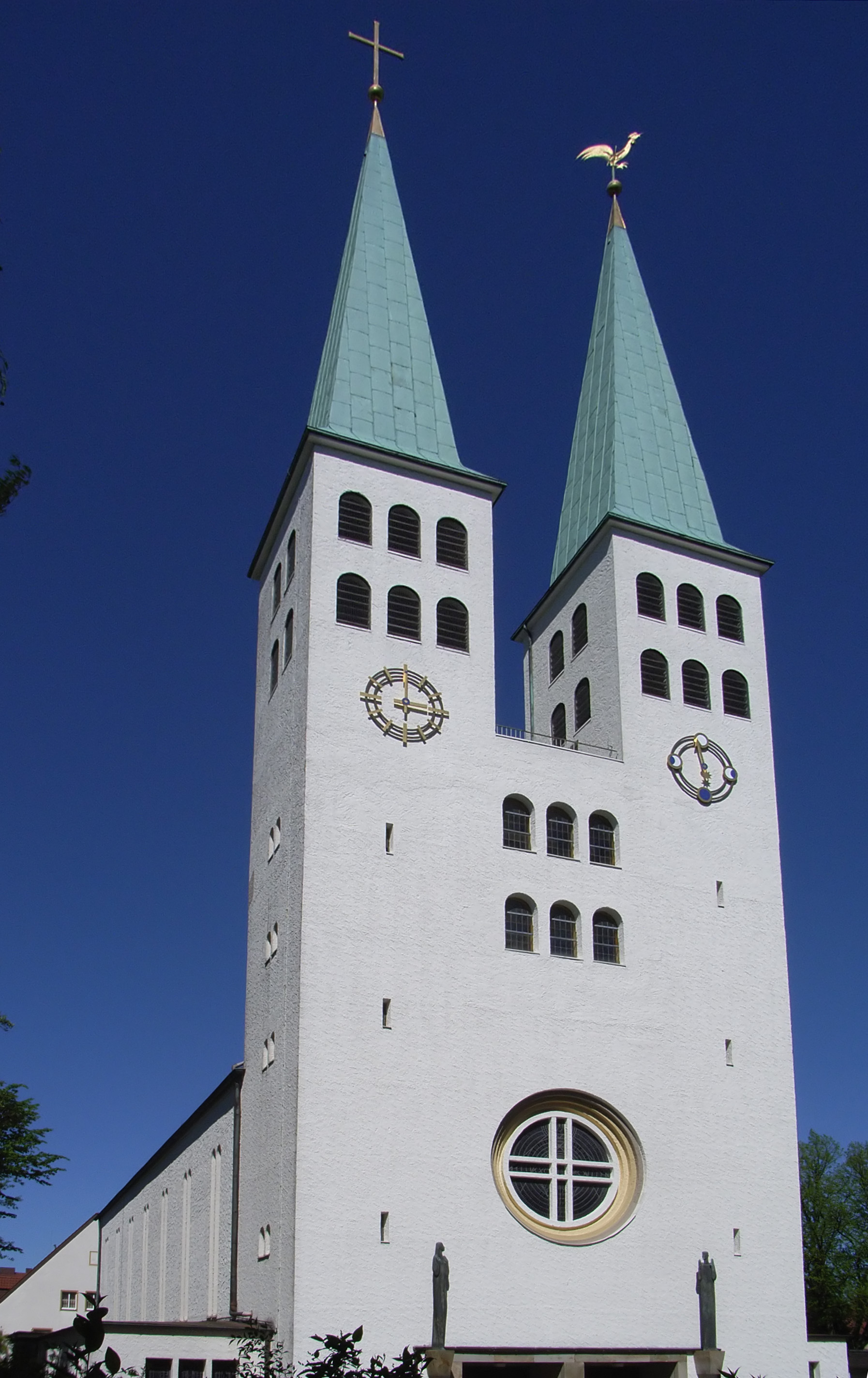
Liebfrauenkirche

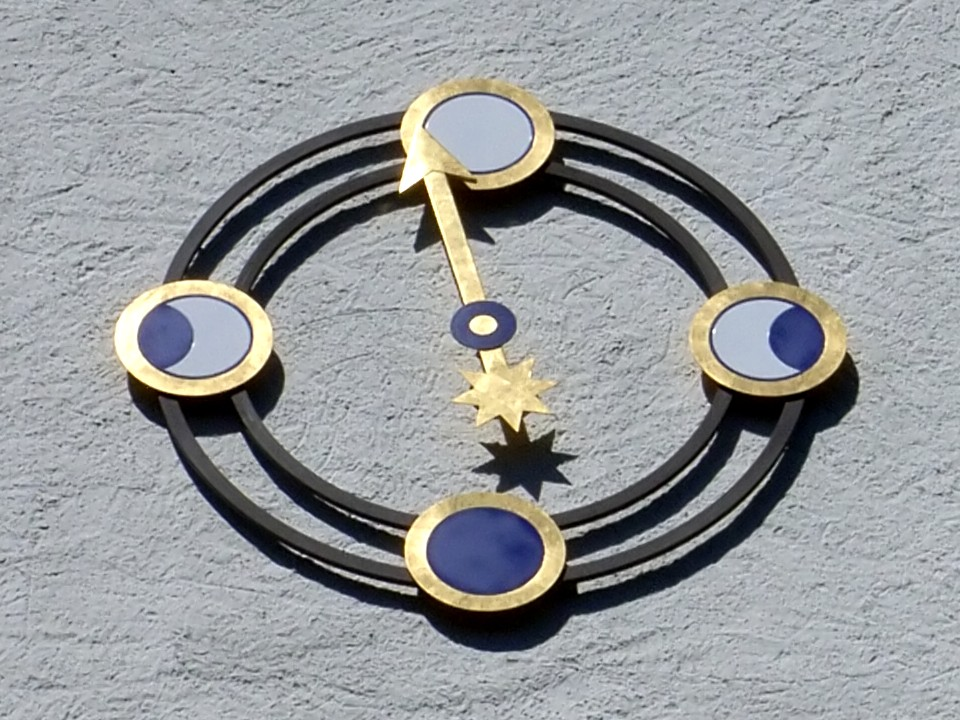
Monduhr am östlichen Turm

Die Liebfrauenkirche ist eine in der östlichen Innenstadt von Bielefeld gelegene katholische Pfarrkirche. Sie liegt im Pastoralverbund Bielefeld-Mitte-Ost des Dekanats Bielefeld Lippe im Erzbistum Paderborn.

## Geschichte
Dem Bau der Kirche vorausgegangen war 1926 ein von katholischen Laien errichteter Wohnblock, der zur Ansiedlung zahlreicher katholischer Familien führte. Die nach feierlicher Grundsteinlegung am 7. Oktober 1933 im Jahre 1934 fertiggestellte Kirche wurde 1936 durch den Paderborner Erzbischof Caspar Klein geweiht. 1938 wurde die Pfarrei von der bisherigen Pfarrei St. Jodokus unabhängig.
Ihre Stellung als Diasporapfarrei für den östlichen Kreis Bielefeld konnte durch den Zustrom zahlreicher Ostvertriebener in den 1950er-Jahren verstärkt werden. Schließlich vergrößerte sich die Gemeinde so weit, dass 1957 und 1958 drei Gemeinden abgepfarrt wurden. Durch in den 1970er-Jahren in Sieker entstandene Siedlungen kam es zu einem erneuten Zuwachs von Gemeindemitgliedern, insbesondere durch deutsche Ostvertriebene bzw. Aussiedler und Gastarbeiter aus katholischen Ländern. 1982 wurde die Kirche grundlegend renoviert.
Die heute 4.400 Mitglieder zählende Gemeinde bildet seit 2001 einen Pastoralverbund mit der Pfarrerei Sankt Bonifatius in Stieghorst.

## Architektur und Ausstattung
Die recht einfach gegliederte dreischiffige Hallenkirche erinnert an eine altchristliche Basilika. Dem länglichen Hauptschiff schließt sich nach Norden ein gerader Chor an, die Seitenschiffe bilden sich durch schmale Anbauten. Die doppelportalige, mit einem Rundfenster besetzte Südwand war ursprünglich geschlossen und wurde 1963 in die bis heute bestehende Zweiturmfassade umgewandelt. Die mit jeweils zwei Reihen Rundbogenfenstern mit spitzen Helmen und einer vergoldeten Spitze abschließenden Türme tragen einen Hahn und ein Kreuz.
Der Altar wurde nach der Renovierung der Kirche 1983 neu erstellt. Den aus weißen Stein gemeißelten Altar zieren pflanzliche Ornamente; er beinhaltet die Reliquien der Märtyrer Biasius und Bastianus und des Heiligen Meinolf.
An der Südwand der Kirche steht das bronzene Taufbecken der Kirche, es trägt die lateinische Inschrift „Nos pisculi eius sumus“ – „Wir sind seine Fischlein“.
Die Fenster wurden von Walter Klocke gestaltet.

### Orgel
Die Orgel entspricht noch der klassischen deutsch-romantischen Bauweise, sie wurde nach dreijähriger Bauzeit 1941 durch den Orgelbauer Albert Speith (Rietberg) fertiggestellt. Das Instrument wurde seitdem nicht verändert. Es hat 42 Register auf drei Manualen und Pedal.
| I Hauptwerk C–g3 |        |
| Bordun           | 16′    |
| Principal        | 8′     |
| Gambe            | 8′     |
| Offenflöte       | 8′     |
| Gedacktquinte    | 5 1⁄5′ |
| Octave           | 4′     |
| Nachthorn        | 4′     |
| Terz             | 3 1⁄5′ |
| Quinte           | 2 ⁄3′  |
| Superoctave      | 2′     |
| Mixtur IV–VI     | 1 ⁄3′  |
| Trompete         | 8′     |

| II Positiv C–g3 |        |
| Gedackt         | 8′     |
| Salicional      | 8′     |
| Principal       | 4′     |
| Spielflöte      | 4′     |
| Quintflöte      | 2 ⁄3′  |
| Octave          | 2′     |
| Terz            | 1 3⁄5′ |
| Piccolo         | 1′     |
| Rohrschalmey    | 8′     |
| Tremulant       |        |

| III Schwellwerk C–g3 |       |
| Quintatoen           | 16′   |
| Hornprincipal        | 8′    |
| Rohrgedackt          | 8′    |
| Aeoline              | 8′    |
| Vox Coelestis        | 8′    |
| Weitprincipal        | 4′    |
| Traversflöte         | 4′    |
| Waldflöte            | 2′    |
| Sesquialter II       | 2 ⁄3′ |
| Mixtur IV            |       |
| Fagott               | 16′   |
| Oboe                 | 8′    |
| Tremulant            |       |

| Pedal C–f1   |     |
| Subbaß       | 32′ |
| Kontrabaß    | 16′ |
| Subbaß       | 16′ |
| Principalbaß | 8′  |
| Cello        | 8′  |
| Gedeckbaß    | 8′  |
| Choralbass   | 4′  |
| Posaune      | 16′ |
| Basstrompete | 8′  |

- Koppeln: III/II, III/I, II/I, I/P, II/P, III/P

Die Orgel wurde 1970 und 1999 durch Orgelbau Speith/Rietberg renoviert und modernisiert.

### Glocken
Die Liebfrauenkirche verfügt über insgesamt vier Glocken. Zwei Glocken wurden zusammen mit der Kirche im Jahre 1936 geweiht, zwei weitere folgten in den nächsten Jahren. Sie waren von der Glockengießerei Petit & Gebr. Edelbrock in Gescher gegossen worden. Nachdem drei Glocken für den Kriegseinsatz 1942 abgegeben werden mussten, verblieb nur die kleinste Bronzeglocke, die "Johannesglocke", in der Gemeinde. Nach Ende des Zweiten Weltkriegs wurden 1956 drei neue Gussstahlglocken geweiht, gegossen vom Bochumer Verein für Gusstahlfabrikation (BVG).
| Name/Widmung     | St. Johannes | Christ-König | Maria | St. Josef |
| Durchmesser (mm) | 860          | 1600         | 1350  | 1180      |
| Gewicht (ca. kg) | 370          | 1517         | 986   | 629       |
| Schlagton        | b′           | cis′         | e′    | fis′      |